# Емендорф
Емендорф (њем. Emmendorf) општина је у њемачкој савезној држави Доња Саксонија. Једно је од 29 општинских средишта округа Илцен. Према процјени из 2010. у општини је живјело 739 становника. Посједује регионалну шифру (AGS) 3360008.

## Географски и демографски подаци
Емендорф се налази у савезној држави Доња Саксонија у округу Илцен. Општина се налази на надморској висини од 52 метра. Површина општине износи 10,9 km². У самом мјесту је, према процјени из 2010. године, живјело 739 становника. Просјечна густина становништва износи 68 становника/km².